# نايجل بيشوب
نايجل بيشوب (بالإنجليزية: Nigel Bishop)‏ (مواليد 23 ديسمبر 1976) لاعب كرة قدم غرينادي دولي يجيد اللعب في خط الهجوم . يلعب حاليا لصالح نادي ديميرارا موتشوال الجرينادي من سنة 2004 .

## روابط خارجية
- نايجل بيشوب على موقع الاتحاد الدولي (مؤرشف)  (الإنجليزية)
- نايجل بيشوب على موقع قاعدة بيانات كرة القدم.إي يو (الإنجليزية)
- نايجل بيشوب على موقع ناشيونال فوتبول تيمز (الإنجليزية)